# Musiques de Grand Theft Auto V
Les musiques de Grand Theft Auto V sont une compilation de nombreuses musiques, parfois inédites. Comme les précédents jeux de la série, la trame sonore du jeu est composée en grande partie par les stations de radio. Il existe 22 stations de radios dans Grand Theft Auto V, 19 musicales et 2 de discussions. La soundtrack du jeu est récompensée de soundtrack de l'année lors des VGX 2013. Cette soundtrack a été entièrement réalisée par Rockstar Games et il s'agit d'une première pour la série.

## Stations de radios
La liste des stations de radio du jeu, :

### The Lowdown 91.1
- DJ : Mama G (voix par Pam Grier)
- Genre : Soul, jazz, funk, disco

#### Programmation (PS3&X360)
- Soul Searchers - Ashley's Roachclip
- Marlena Shaw - California Soul
- Smokey Robinson - Cruisin'
- B.T. Express - Do It ('Til You're Satisfied)
- Aaron Neville - Hercules
- George McCrae - I Get Lifted
- The Five Stairsteps - O-o-h Child
- The Delfonics - Ready or Not Here I Come (Can't Hide from Love)
- The Trammps - Rubberband
- The Undisputed Truth - Smiling Faces
- War - The Cisco Kid
- El Chicano - Viva Tirado

#### Programmation (PS4,XONE,PC,PS5&XS)
- Pleasure - Bouncy Lady
- Ohio Players - Climax
- Jackson Sisters - I Believe in Miracles
- War - Magic Mountain
- The Delfonics - Funny Feeling
- Brass Construction - Changin'
- Johnny Guitar Watson - Superman Lover
- The Chakachas - Stories

### Vinewood Boulevard Radio
- DJ : Nate & Steve de Wavves
- Genre : Rock alternatif

#### Programmation (PS3&X360)
- The Black Angels - Black Grease
- Shark? - California Girls
- FIDLAR - Cocaine
- Bass Drum of Death - Crawling After You
- Ty Segall Band - Diddy Wah Diddy
- Sam Flax - Fire Doesn't Burn Itself
- Ceremony - Hysteria
- Wavves - Nine Is God (unreleased)
- Moon Duo - Sleepwalker
- Thee Oh Sees - The Dream
- Hot Snakes - This Mystic Decade
- METZ - Wet Blanket

#### Programmation (PS4,XONE,PC,PS5&XS)
- Bleached - Next Stop
- Coliseum - Used BLood
- The Men - Turn It Around
- NOBUNNY - Gone For Good
- Soft Pack - Answer To Yourself
- JEFF the Brotherhood - Sixpack
- Mind Spiders - Fall in Line
- The Orwells - Who Needs You

### Radio Los Santos
- DJ : Big Boy
- Genre : Hip-hop contemporain

#### Programmation (PS3&X360)
- Kendrick Lamar - A.D.H.D.
- The Game - Ali Bomaye
- Gangrene (Alchemist & Oh No) - Bass Head
- Marion Band$ ft. Nipsey Hussle - Hold Ups
- Jay Rock - Hood Gone Love It
- Future - How It Was
- Ab-Soul - Illuminate
- YG - I'm a Real 1
- 100s - The Life of a Mack
- A$AP Rocky - R-Cali
- Problem ft. Glasses Malone - Say That Then
- Clyde Carson - Slow Down
- BJ the Chicago Kid ft Freddie Gibbs and Problem - Smokin' and Ridin'
- Freddie Gibbs - Still Livin'
- Gucci Mane - Too Hood

#### Programmation (PS4,XONE,PC,PS5&XS)
Danny Brown / Action Bronson - Bad News
- G-Side - Relaxin'
- A$AP Ferg - Work
- Kendrick Lamar - Swimming Pools
- Danny Brown feat. A$AP Rocky and Zelooperz - Kush Coma
- Schoolboy Q - Collard Greens feat. Kendrick Lamar
- Skeme - Millions
- Ab-Soul feat. Schoolboy Q - Hunnid Stax
- Problem & Iamsu feat. Bad Lucc and Sage - Do It Big
- Chuck Inglish - Came Through Easily (feat. Ab-soul and Mac Miller)
- Young Scooter feat. Gucci Mane - Work
- Trouble - Everyday
- Travis Scott - Upper Echelon feat. T.I. and 2 Chainz
- Ace Hood feat. Future and Rick Ross - Bugatti
- Young Scooter feat. Trinidad James - I Can't Wait
- Freddie Gibbs & Mike Dean – Sellin' Dope

### WorldWide FM
- DJ : Gilles Peterson
- Genre : Musique du monde

#### Programmation (PS3&X360)
- Cashmere Cat - Mirror Maru
- The Hics - Cold Air
- Inc. - The Place
- Trickski - Beginning
- Mala - Ghost
- Swindle - Forest Funk
- Tom Browne - Throw Down
- Candido - Thousand Finger Man
- Donald Byrd - You and the Music
- Toro Y Moi - Harm in Change
- Kyodai - Breaking
- Django Django - Waveforms
- The Gaslamp Killer - Nissim
- Owiny Sigoma Band - Harpoon Land
- Guts - Brand New Revolution
- Yuna - Live Your Life (MELo-X Motherland God Remix)
- Tuccillo & Kiko Navarro feat. Amor - Lovery (Slow Cuban Vibe)
- Richard Spaven - 1759 (Outro)
- Hackman - Forgotten Notes

#### Programmation (PS4,XONE,PC,PS5&XS)
- Sinkane - Shark Week
- William Onyeabor - Body & Soul
- Four Tet - Kool FM
- Mount Kimbie - Made to Stray
- Anushka - World in a Room
- Smokey Robinson - Why You Wanna See My Bad Side?
- Randy Crawford - Street Life
- Flume - What You Need
- Earl Sweatshirt feat. Vince Staples,Casey Veggies - Hive
- Portishead - Numb
- Jon Wayne - Black Magic
- Roman Gianarthur - I-69
- Lion Babe - Treat Me Like Fire
- Dâm-Funk - Killdat
- Jamie Lidell - Run Away
- Chvrches - Recover (Cid Rim remix)
- Jimmy Edgar - Let YRself Be
- Clap! Clap! - Viajero
- Maga Bo - No Balanço de Conoa

### Non-Stop-Pop FM
- DJ : Cara Delevingne
- Genre : Pop, dance, R&B, house, new wave

#### Programmation (PS3&X360)
- Daryl Hall & John Oates - Adult Education
- N-Joi - Anthem
- Jane Child - Don't Wanna Fall in Love
- Wham! - Everything She Wants
- Britney Spears - Gimme More
- Fergie - Glamorous
- Modjo - Lady (Hear Me Tonight)
- Stardust - Music Sounds Better with You
- Amerie - 1 Thing
- Rihanna - Only Girl (In the World)
- All Saints - Pure Shores
- Corona - The Rhythm of the Night (Rapino Bros. 7" Single)
- Mis-Teeq - Scandalous
- Pet Shop Boys - West End Girls
- Robyn - With Every Heartbeat
- Kelly Rowland - Work (Freemasons Club Mix)

#### Programmation (PS4,XONE,PC,PS5&XS)
- The Blow Monkeys feat. Kym Myzelle - Wait
- INXS - New Sensation
- Bobby Brown - On Our Own
- Sly Fox - Let's Go All the Way
- Living in a Box - Living in a Box
- Taylor Dayne - Tell It To My Heart
- Bronski Beat - Smalltown Boy
- Naked Eyes - Promises, Promises
- Simply Red - Something Got Me Started (Hurley's House Mix)
- Backstreet Boys - I Want It That Way
- Morcheeba – Tape Loop
- Sneaker Pimps - 6 Underground
- Jamiroquai - Alright
- Moloko - The Time is Now
- Robbie Williams & Kylie Minogue – Kids
- Cassie - Me & You
- Gorillaz - Feel Good Inc.
- Dirty Vegas - Days Go By
- Maroon 5 – Moves Like Jagger
- M.I.A. - Bad Girls
- M83 - Midnight City
- Lorde - Tennis Court
- Lady Gaga - Applause
- The Black Eyed Peas - Meet Me Halfway
- Mike Posner - Cooler Than Me
- Real Life - Send Me an Angel

### Radio Mirror Park
- DJ : Twin Shadow
- Genre : Musique indépendante

#### Programmation (PS3&X360)
- Black Strobe - Boogie in Zero Gravity
- Feathers - Dark Matter
- Poolside - Do You Believe
- Yeasayer - Don't Come Close
- Battle Tapes - Feel the Same
- Dan Croll - From Nowhere (Baardsen Remix)
- Tony Castles - Heart in the Pipes (Kauf Remix)
- Jai Paul - Jasmine (Demo Version)
- Living Days - Little White Lie
- DJ Mehdi - Lucky Boy (Outlines Remix)
- Nite Jewel - Nowhere to Go
- Yacht - Psychic City (Classixx Remix)
- The C90s - Shine a Light (Flight Facilities Remix)
- Twin Shadow - Shooting Holes
- The Chain Gang of 1974 - Sleepwalking
- Toro y Moi - So Many Details
- Miami Horror - Sometimes
- Favored Nations - The Setup
- Health - High Pressure Dave

#### Programmation (PS4,XONE,PC,PS5&XS)
- The Ruby Suns - In Real Life
- Panama-  Always
- !!! - One Girl One Boy
- Yeasayer - O.N.E.
- Nikki & The Doves – The Drummer
- Hot Chip – Flutes
- Holy Ghost - Hold On
- Scenic – Mesmerized
- DOM - Living in America
- Little Dragon - Crystalfilm
- Twin Shadow - Forget
- SBTRKT – Pharaohs feat. Roses Gabor
- Toro y Moi – New Beat
- Kauf – When You're out
- Neon Indian – Polish Girl
- Mitzi - Truly Alive
- Cut Copy - Strangers in the Wind
- Age of Consent – Heartbreak

### Los Santos Rock Radio
- DJ : Kenny Loggins
- Genre : Classic rock, power pop

#### Programmation (PS3&X360)
- Simple Minds - All the Things She Said
- Gerry Rafferty - Baker Street
- Robert Plant - Big Log
- Foreigner - Dirty White Boy
- Don Johnson - Heartbeat
- Steve Winwood - Higher Love
- Bob Seger & the Silver Bullet Band - Hollywood Nights
- Stevie Nicks - I Can't Wait
- Phil Collins - I Don't Care Anymore
- The Alan Parsons Project - I Wouldn't Want to Be Like You
- Chicago - If You Leave Me Now
- Kenny Loggins - I'm Free (Heaven Helps the Man)
- Billy Squier - Lonely Is the Night
- Bob Seger & the Silver Bullet Band - Night Moves
- Small Faces - Ogden's Nut Gone Flake
- Def Leppard - Photograph
- Queen - Radio Ga Ga
- The Cult - Rain
- Steve Miller Band - Rock'n Me
- Elton John - Saturday Night's Alright for Fighting
- Greg Kihn Band - The Breakup Song (They Don't Write 'Em)
- Julian Lennon - Too Late for Goodbyes
- The Doobie Brothers - What a Fool Believes

#### Programmation (PS4,XONE,PC,PS5&XS)
- Creedence Clearwater Revival - Fortunate Son
- Mountain – Mississippi Queen
- Alannah Miles - Black Velvet
- Kansas - Carry On, Wayward Son
- Survivor - Burning Heart
- ZZ Top - Gimme All Your Lovin'
- Broken English - Coming on Strong
- Boston - Peace of Mind
- Yes - Roundabout
- Harry Chapin - Cats in the Craddle
- Pat Benatar - Shadows of the Night
- Humble Pie - 30 Days in the Hole
- Starship - We Built This City
- Belinda Carlisle - Circle in The Sand
- Kenny Loggins - Danger Zone

### Channel X
- DJ : Keith Morris
- Genre : Punk rock, Punk hardcore, Hardcore mélodique, Skate punk, Crossover thrash

#### Programmation (PS3&X360)
- The Adolescents - Amoeba
- Youth Brigade - Blown Away
- Agent Orange - Bored of You
- The Germs - Lexicon Devil
- The Weirdos - Life of Crime
- Black Flag - My War
- Descendents - Pervert
- Circle Jerks - Rock House
- T.S.O.L. - Abolish Government / Silent Majority
- Suicidal Tendencies - Subliminal
- Fear - The Mouth Don't Stop (The Trouble with Women Is)
- Off! - What's Next

#### Programmation (PS4,XONE,PC,PS5&XS)
- DOA - The Enemy
- The Zeros - Don't Push me Around
- D.R.I. - I Don't Need Society
- Red Kross - Linda Blair
- X - Los Angeles
- MDC - John Wayne Was a Nazi

### Space 103.2
- DJ : Bootsy Collins
- Genre : Funk, post-disco

#### Programmation (PS3&X360)
- Kano - Can't Hold (Your Loving)
- One Way - Cutie Pie
- Sho-Nuff - Funkasize You
- Rick James - Give It to Me Baby
- Bernard Wright - Haboglabotribin'
- Taana Gardner - Heartbeat (Club Version)
- Zapp - Heartbreaker
- Bootsy Collins - I'd Rather Be with You
- Evelyn King - I'm In Love
- Eddie Murphy - Party All the Time
- Stevie Wonder - Skeletons
- Kleeer - Tonight
- D. Train - You're the One for Me

#### Programmation (PS4,XONE,PC,PS5&XS)
- Cameo - Back And Forth
- Parliament - Mothership Connection
- Parliament - Flash Light
- Dazz Band - Joystick
- Imagination - Flashback
- Zapp & Roger - Do It Roger
- Central Line - Walking Into Sunshine
- The Fatback Band - Gotta Get My Hands On Some (Money)
- Billy Ocean - Nights (Feel Like Gettin' Down)

### Soulwax FM
- DJ : Soulwax
- Genre : Techno

#### Programmation (toutes consoles)
- Palmbomen - Stock (Soulwax Remix)
- Fatal Error - Fatal Error
- Supersempfft - Let's Beam Him Up
- Mim Suleiman - Mingi
- FK Club - The Strange Art (In Flagranti remix)
- Matias Aguayo - El Sucu Tucu
- Daniel Avery - Nave Reception
- Joe Goddard - Gabriel (Soulwax Remix)
- Daniel Maloso - Body Music
- Green Velvet & Harvard Bass - Lazer Beams
- Zombie Nation - Tryouts
- Tom Rowlands - Nothing but Pleasure
- Jackson and His Computer Band - Arp #1
- Goose - Synrise (Soulwax remix)
- Tiga - Plush (Jacques Lu Cont Remix)
- The Hacker - Shockwave (Gesaffelstein Remix)
- Pulp - After You (Soulwax Remix)

### Blue Ark
- DJ : Lee « Scratch » Perry
- Genre : Reggae, dancehall, dub

#### Programmation (PS3&X360)
- Joe Gibbs - Chapter Three
- Half Pint - Crazy Girl
- Lee Scratch Perry - Disco Devil
- The Upsetters - Grumblin' Dub
- Konshens - Gun Shot a Fire
- Lee Scratch Perry - I Am a Madman
- Protoje - Kingston Be Wise
- Dennis Brown - Money in My Pocket
- Gregory Isaacs - Night Nurse
- Yellowman - Nobody Move Nobody Get Hurt
- Chronixx - Odd Ras
- Tommy Lee Sparta - Psycho
- Junior Delgado - Sons of Slaves
- Vybz Kartel & Popcaan - We Never Fear Dem

#### Programmation (PS4,XONE,PC,PS5&XS)
- I-Octane - Topic of the Day
- Danny Hensworth - Mr. Money Man
- Vybz Kartel - Addi Truth
- Demarco - Loyals (Royals Remix)
- Busy Signal feat. Damian Marley - Kingston Town
- Lee Scratch Perry - Money Come and Money Go
- Lee Scratch Perry - Roast Fish & Cornbread

### East Los FM
- DJ : Don Cheto & Camilo Lara
- Genre : Musique régionale mexicaine (hip-hop, rock, ska)

#### Programmation (toutes consoles)
- Los Buitres De Culiacan - El Cocaino
- Instituto Mexicano del Sonido - Es-Toy
- La Vida Boheme - Radio Capitol
- Fandango - Autos, Moda y Rock n' Roll
- Don Cheto - El Tatuado
- La Sonora Dinamita - Se Me Perdio la Cadenita
- She's a Tease - Fiebre de Jack
- Maldita Vecindad y Los Hijos del Quinto Patio - Pachuco
- Hechizeros Band - El Sonidito (El Ruidito)
- Milkman - Fresco
- Jessy Bulbo - Maldito
- La Liga Ft Alika - Tengo El Don
- Los Tigres del Norte - La Granja
- Los Angeles Negros - El Rey y Yo
- Nina Dioz - Criminal Sound

### Rebel Radio
- DJ : Jesco White
- Genre : Country

#### Programmation (PS3&X360)
- Waylon Jennings - Are You Sure Hank Done It This Way
- Charlie Feathers - I Can't Hardly Stand It
- CW McCall - Convoy
- Hasil Adkins - Get Out of My car
- Waylon Jennings - I Ain't Living Long Like This
- Ozark Mountain Daredevils - If You Wanna Get to Heaven
- Hank Thompson - I Don't Hurt Anymore
- Johnny Paycheck - And I'll Be Hating You
- Johnny Cash - The General Lee
- Willie Nelson - Whiskey River
- Jerry Reed - You Took All the Ramblin' Out of Me

#### Programmation (PS4,XONE,PC,PS5&XS)
- Homer and Jethro - She Made Toothpicks Of The Timber Of My Heart
- Tammy Wynette - D.I.V.O.R.C.E.
- Marvin Jackson - Dippin' Snuff
- Charlie Feathers - Get With It
- The Highwaymen - Highway Man
- Ray Price - Crazy Arms

### West Coast Classics
- DJ : DJ Pooh
- Genre : Rap West Coast

#### Programmation (PS3&X360)
- 2Pac - Ambitionz Az a Ridah
- N.W.A. - Appetite for Destruction
- Kurupt - C-Walk
- DJ Quik - Dollaz & Sense
- N.W.A. - Gangsta Gangsta
- Snoop Dogg - Gin & Juice
- Compton's Most Wanted - Late Night Hype
- The Relativez & King Tee - Played Like a Piano
- Geto Boys - Mind Playing Tricks on Me
- Tha Dogg Pound - Nothin' But the Cavi Hit
- Too $hort - So You Want to Be a Gangster
- Dr. Dre - Still D.R.E.
- MC Eiht - Straight Up Menace
- Dr. Dre - The Next Episode
- Tha Dogg Pound - What Would U Do?
- Kausion - What You Wanna Do?
- Ice Cube - You Know How We Do It

#### Programmation (PS4,XONE,PC,PS5&XS)
- Jayo Felony - Sherm Stick
- CPO - Ballad of a Menace
- The Conscious Daughters - We Roll Deep
- South Central Cartel - Servin' em Heat
- Westside Connection - Bow Down
- Spice 1 feat. MC Eiht - the Murda Show
- Warren G - This DJ
- E-40  - Captain Save a Hoe
- Lady of Rage – Afro Puffs
- Bone Thugs-N-Harmony - 1st of the Month
- Eazy E - No More Questions
- Luniz - I Got 5 On It

### FlyLo FM
- DJ : Flying Lotus
- Genre : IDM, musique expérimentale

#### Programmation (PS3&X360)
- Flying Lotus feat. Niki Randa - Getting There
- Clams Casino - Crystals
- Flying Lotus - Crosswerved
- Flying Lotus - Be Spin
- Flying Lotus - See Thru to U
- Flying Lotus - The Diddler
- Flying Lotus - Computer Face Rmx
- Hudson Mohawke - 100hm
- Flying Lotus feat. Niki Randa - The Kill
- Tyler, the Creator - Garbage
- Outkast - Elevators (Me & You)
- Captain Murphy - Evil Grin
- Flying Lotus - Catapult Man
- Dabrye - Encoded Flow
- Machinedrum - She Died There
- DJ Rashad - It's Wack
- Thundercat - Oh Sheit It's X
- Flying Lotus - Stonecutters
- Shadow Child - 23
- Kingdom - Stalker Ha
- Aphex Twin - Windowlicker (Trentemoller remix)

#### Programmation (PS4,XONE,PC,PS5&XS)
- Curtis Mayfield - Eddie, You Should Know Better
- Doris - You never come closer
- Flying lotus ft Krayzie Bone - meditation medication
- XXYYXX - What we want
- Lapalux - Make money
- Mono/poly and thundercat - B Adams
- Flying lotus - Osaka trade
- DOOM - Msquatch
- Flying lotus - Early mountain
- Dimlite - Into vogon skulls
- Knower - Fuck the makeup skip the shower
- Kaskade & Adam K & S.O.H.A – 4 AM/ Araaabmuzik Streetz Tonight Remix
- The Gaslamp Killer - Shred You To Bits

### The Lab
- DJ : The Alchemist & Oh No de Gangrene
- Genre : Dancehall / Hip-Hop / Underground Rap
- Note : La station a été dans un premier temps une exclusivité de la version Windows du jeu[4]. En juillet 2015, elle est rendue disponible sur l'ensemble des plateformes avec la mise à jour Le crime paie : partie 2[5].

#### Programmation (toutes consoles)
- Phantogram - K.Y.S.A.
- MC Eiht & Freddie Gibbs feat. Kokane – Welcome to Los Santos
- Tunde Adebimpe feat. Sal P & Sinkane – Speedline Miracle Masterpiece
- Little Dragon - Wanderer
- Wavves - Leave
- MNDR feat. Killer Mike - Lock & Load
- King Avriel feat. A$AP Ferg – 20's 50's 100's
- Gangrene feat. Samuel T. Herring & Earl Sweatshirt - Play It Cool
- Ab-Soul feat. Aloe Blacc – Trouble
- Curren$y & Freddie Gibbs – Fetti
- Popcaan feat. Freddie Gibbs – Born Bad
- Vybz Kartel – Fast Life
- E-40 feat. Dam-Funk & Ariel Pink – California

### Blonded Los Santos 97.8 FM
- DJ : Frank Ocean
- Genre : RnB contemporain, Soul, Rap
- Note : La station a été ajoutée au jeu lors de la mise à jour Le Braquage de la fin du monde en décembre 2017[6].

#### Programmation (PS4,XONE,PC,PS5&XS)
- Future - Codeine Crazy
- Jay-Z - Dead Presidents II
- Aphex Twin - IZ-US
- Schoolboy Q feat. Lance Skiiiwalker - Kno    Ya Wrong
- Burial - Hiders
- Frank Ocean - Ivy
- Marvin Gaye - When Did You Stop Loving Me, When Did I Stop Loving You
- Panda Bear - Mr Noah
- Todd Rundgren - International Feel
- (Sandy) Alex G - Master
- Frank Ocean - Chanel
- Curtis Mayfield - So In Love
- Frank Ocean - Nights
- Frank Ocean - Pretty Sweet
- Lil Uzi Vert - For Real
- Gunna feat. Playboi Carti - YSL
- SWV - Rain
- Jme feat. Giggs - Man Don't Care
- MC Mack - EZ Come, EZ Go
- Frank Ocean - Crack Rock
- Frank Ocean - Provider
- Suspect - FBG
- Chief Keef feat. King Louie - Winnin
- Drexciya - Andreaen Sand Dunes
- Migos - First 48
- Joy Again - On A Farm
- Lil Sko - Miss White Cocaine
- Les Ya Toupas Du Zaïre - Je Ne Bois Pas Beaucoup

### Los Santos Underground Radio
- DJ : Solomun, Tale Of Us, Dixon & The Black Madonna
- Genre : Techno, musique expérimentale, house
- Note : La station a été ajoutée au jeu lors de la mise à jour Nuits blanches et marché noir en juillet 2018[7],[8]. En décembre 2018, elle est rendue disponible sur mode histoire avec la mise à jour Guerre d'arène[9].

#### Programmation (PS4,XONE,PC,PS5&XS)
- Caravaca - Yes I Do
- Solar - 5 Seconds
- Oni Ayhun - OAR03-B
- Art of Noise - Beat Box
- Dubfire - The End To My Beginning
- Johannes Brecht - Incoherence (anciennement titré Page Blanche)
- Matthew Dear - Monster
- Chris Lum - You're Mine (Clean Version)
- Tale Of Us - Another World
- Leonard Cohen - You Want It Darker (Solomun Remix)
- Ara Koufax - Natural States (Edit)
- Floorplan - Spin (Original Mix)
- Bryan Ferry - Don't Stop The Dance (Todd Terje Remix)
- Tuff City Kids feat. Joe Goddard - Reach Out Your Hand (Erol Alkan Rework) - GTA Edit
- Tale Of Us - Heart Of Darkness
- Tale Of Us - Myst
- Rite De Passage - Quinquerime
- Carl Finlow - Convergence
- Aux 88 - Sharivari (Digital Original Aux 88 Mix)
- P-Funk All Stars - Hydraulic Pump Pt. 3
- The Black Madonna - He Is The Voice I Hear
- D. Lynnwood - Bitcoins (Original Mix)
- Joe Jackson - Steppin' Out
- Alex Metric & Ten Ven - The Q
- Tale Of Us - The Portal
- Tale Of Us - Solitude
- Tale Of Us - Morgan's Fate
- Tale Of Us - Fisherman's Horizon
- Tale Of Us - Seeds
- Tale Of Us - Endless Journey
- Tale Of Us - Valkyr
- Tale Of Us - In Hyrule
- Tale Of Us - Disgracelands
- Tale Of Us - Overture
- Tale Of Us - 1911
- Tale Of Us - Trevor's Dream
- Tale Of Us - Vinewood Blues
- Tale Of Us - Anywhere
- Tale Of Us - Symphony Of The Night
- Adam Port - Planet 9
- Solomun - Customer Is King
- Solomun - Ich Muss Los
- Denis Horvat - Madness Of Many
- Swayzak - In The Car Crash (Headgear's Always Crashing In The Same Car Mix)
- The Black Madonna feat. Jamie Principle - We Still Believe
- Ron Hardy - Sensation
- Derrick Carter - Where Ya At
- Tiga - Bugatti
- Metro Area - Miura
- The Egyptian Lover - Electro Pharaoh (Instrumental)
- Marcus L. - Telstar
- Romanthony - Bring U Up (Deetron Edit)
- Warp Factor 9 - The Atmospherian (Tornado Wallace Remix)
- Mashrou' Leila - Roman (Bas Ibellini Mix)
- Future Four - Connection (I-Cube Rework)
- Nancy Martin - Can't Believe
- Am$Trad Billionaire - The Plan
- Cevin Fisher - The Freaks Come Out (Original 2000 Freaks Mix)
- Truncate - WRKTRX3
- Steve Poindexter - Computer Madness
- Ten City - Devotion
- The Black Madonna - We Can Never Be Apart
- The Black Madonna - A Jealous Heart Never Rests
- Sharif Laffrey - And Dance
- Ron Hardy - Sensation (Dub Version)

### iFruit Radio
- DJ : Danny Brown & Skepta
- Genre : Rap, Hip-Hop
- Note : La station a été ajoutée au jeu lors de la mise à jour Le Braquage du Diamond Casino en décembre 2019[10].

#### Programmation (PS4,XONE,PC,PS5&XS)
- The Egyptian Lover - Everything She Wants
- Jme feat. Giggs - Knock Your Block Off
- Denzel Curry & YBN Cordae - Alienz
- Pop Smoke - 100K on the Coupe
- City Girls - Act Up
- Schoolboy Q - Numb Numb Juice

- Shoreline Mafia - Wings
- Megan Thee Stallion feat. DaBaby - Cash Shit
- slowthai - I Need
- DaBaby feat. Kevin Gates - POP STAR
- DaBaby - BOP
- Alkaline - With the Thing
- Naira Marley - Opotoyi (Marlians)
- Freddie Gibbs & Madlib - Crime Pays
- Travis Scott - Highest in the Room
- D-Block Europe - Kitchen Kings
- Kranium feat. AJ Tracey - Money In The Bank
- Burna Boy feat. Zlatan - Killin Dem
- Skepta feat. Nafe Smallz - Greaze Mode
- Skepta & AJ Tracey - Kiss and Tell
- Headie One feat. Skepta - Back to Basics (Floating Points Remix)
- D Double E & Watch the Ride feat. DJ Die, Dismantle & DJ Randall - Original Format
- ESSIE GANG feat. SQ Diesel - Pattern Chanel
- Danny Brown - Dance In The Water
- Baauer and Channel Tres feat. Danny Brown - Ready to Go
- J Hus - Must Be
- Koffee feat. Gunna - W

### Self Radio
- DJ : Cliff Lane & Andee
- Note : La station est une exclusivité de la version Windows du jeu[11].

## Stations de discussions et de débat

### West Coast Talk Radio
Présentateur : Elena Hurst
C'est une radio généraliste de gauche qui soutient la candidature de Sue Murry au poste de gouverneur de San Andreas, elle se capte juste a Los Santos.

### Blaine County Radio
Présentateur : Eric Gordon
C'est une radio politique de droite qui soutient la candidature de Jock Cranley au poste de gouverneur de San Andreas, elle se capte juste dans Blaine County.

## Autre dans la musique de jeu
- Danny Elfman - Clown Dream (racines de l'herbe - Trevor)[12]
- Visitors - V-I-S-I-T-O-R-S (racines de l'herbe - Michael)[13]
- Wavves - Dog (la troisième voie)[14]